# Jozef Gašpar
Jozef Gašpar est un footballeur slovaque né le 23 août 1977.